# AYA (声優)
AYA（あや）は、日本の女性声優。主にアダルトゲームに声をあてている。
なお、エスクード作品の『英雄×魔王』（2005）に声をあてたアヤは別人である。

## 出演
太字はメインキャラクター。

### アダルトアニメ
- Septem Charm まじかるカナン
- けらくの王（姫ノ木 千尋）
- DISCIPLINE 〜The record of a Crusade〜（2003年、西崎 桃音）
- 陰陽師〜妖艶絵巻〜（2003年、白虎）
- 姉、ちゃんとしようよっ!（2005年、柊 瀬芦里）
- ドキドキ母娘レッスン 〜教えて♪Hなお勉強〜（2007年、一谷 千鳥）

### 一般向ゲーム
- Chanter〜キミの歌がとどいたら＃〜（2007年、吉住 琴子）

### アダルトゲーム
1998年
- Septem Charm まじかるカナン（真野 妙子、神戸 柴）
  - まじかるカナン -RISEA- トリプルフューチャリングBOX（2005年、真野 妙子、カレンデュラ）

2000年
- 真・瑠璃色の雪〜ふりむけば隣に〜（園村 若葉、園村 双葉）

2001年
- 復讐〜凌辱の刃〜（市井 小夜子）

2002年
- MOON.（巳間 晴香）
- うそ×モテ 〜うそんこモテモテーション〜（御堂 香奈）

2003年
- 姉、ちゃんとしようよっ!（2003年、柊 瀬芦里）
- EVE（プリシア・レム・クライム）
- White Princess（華岡・アレクサンド・柚那）
- 巫女みこナース（鮎川 ひとみ）

2004年
- まじぷり -Wonder Cradle-（桜 朱鷺乃）

2005年
- ぱすてるチャイムContinue（ナツミ・キャメロン）
  - ぱすちゃC++（ナツミ・キャメロン）
- に〜づまはセーラー服 〜ダーリンは担任教師〜（田沢 朗）
- 桜華 -おうか-（コマ）
- さくらリラクゼーション 〜四姉妹とのラブラブ同居性活〜（佐倉 夏衣）
- 秋色恋華（世良 香澄）

2006年
- Re:（風間 神楽）
- StarTRain（神崎 高音）
- donor［ドナー］（ネリ・パサイ）
- Chanter. -キミの歌がとどいたら-（吉住 琴子）
- ね〜PON?×らいPON!（ミーティア）
- もしも明日が晴れならば（湊川 珠美）

2007年
- もも×もみ〜私、癒しちゃいます〜（鈴木 理彩）
- 凌母 -Maternity Insult-（新倉 茜）
- 恋姫†無双 〜ドキッ☆乙女だらけの三国志演義〜（張遼、公孫賛）

2008年
- 真・恋姫†無双 〜乙女繚乱☆三国志演義〜（張遼）

2011年
- 晴れときどきお天気雨（湊川 珠美）

2022年
- 真・恋姫†英雄譚4 〜乙女耀乱☆三国志演義［呉］〜（張遼[1]）

### ソーシャルゲーム
- 超昂大戦 エスカレーションヒロインズ（2020年、マドカ・アサルト / マドカ[2]）

### ドラマCD
- 姉、ちゃんとしようよっ!2（2005年、柊 瀬芦里）
- もしも明日が晴れならば（2006年、湊川 珠美）